# گویجه سلطان (ورزقان)
گویجه‌سلطان یکی از روستاهای استان آذربایجان شرقی است که در دهستان ازومدل جنوبی بخش مرکزی شهرستان ورزقان واقع شده‌است.